# 10745 Арнштадт
10745 Арнштадт (1989 AK6, 1996 KC, 10745 Arnstadt) — астероїд головного поясу, відкритий 11 січня 1989 року.
Тіссеранів параметр щодо Юпітера — 3,187.